# Ramón González Arrieta
Pour les articles homonymes, voir Arrieta.
Ramón González Arrieta, né le 12 mai 1967 à Bilbao, est un ancien coureur cycliste espagnol. Il est le mari de la cycliste espagnole Joane Somarriba. Lors de la 4e étape du Tour d'Espagne 1995, il est exclu de la compétition après s'être bagarré avec le Vénézuélien Leonardo Sierra.

## Palmarès et résultats

### Palmarès
- 1990
  - 2e du GP Llodio
- 1994
  - 3e de la Subida a Urkiola
- 1995
  - Classique des Alpes
- 1996
  - 2e de la Subida al Naranco
- 2000
  - 10e du Critérium du Dauphiné libéré
- 2001
  - 9e du Critérium du Dauphiné libéré

### Résultats sur les grands tours

#### Tour de France
4 participations
- 1992 : 82e
- 1993 : 32e
- 1994 : 32e
- 1995 : 40e

#### Tour d'Italie
2 participations
- 1991 : 61e
- 1992 : 16e

#### Tour d'Espagne
6 participations
- 1993 : 60e
- 1995 : exclusion
- 1996 : 26e
- 1998 : abandon
- 1999 : 52e
- 2000 : abandon